# Mózes Pál (agrármérnök)
Mózes Pál (Gyula, 1913. február 13. – Kolozsvár, 1982. május 9.) magyar agrármérnök, mezőgazdasági szakíró. Mózes Magda testvére.

## Életútja
Középiskoláit Lippán és Brádon kezdte, a székelyudvarhelyi Római Katolikus Főgimnáziumban érettségizett (1931). Iaşi-ban jogot, a chişinăui egyetemen mezőgazdaságtant hallgatott, végül a budapesti József Nádor Műszaki és Gazdaságtudományi Egyetem mezőgazdasági karán szerzett oklevelet (1941). Besztercén növény-egészségügyi körzetvezető, az MNSZ központi sajtó- és propagandaosztályának munkatársa Kolozsvárt (1945), a Falvak Népe mezőgazdasági szerkesztője. Szaktanár a nagyenyedi Bethlen Gábor Kollégium tanítóképző intézetében (1946), tanügyi főfelügyelő (1947–48), a kolozsvári Dr. Petru Groza Mezőgazdasági Főiskola magyar tagozatának növénykórtani tanára, majd a rovartani tanszék vezetője nyugalomba vonulásáig (1949–73).

## Munkássága
Tárgyköre a növényvédelem, növénykórtan és rovartan. A Földművelésügyi Minisztérium Mezőgazdasági és Erdészeti Könyvkiadójának gondozásában ismeretterjesztő sorozata jelent meg a burgonya, textilnövények, napraforgó, zöldségfélék, kukorica és répa betegségeiről és kártevőiről, a burgonyarákról, gabonafutrinkáról és amerikai szövőlepkéről (1952-59). Írásait közölte a Besztercei Hírlap, Erdélyi Gazda, Falvak Népe, Igazság, Vörös Lobogó, Előre, Probleme Agricole, Agricultura Nouă, Revista Pădurilor. Társszerzője számos szakkönyvnek, így a szántóföldi növénytermesztésről, olajnövények, pillangósvirágú takarmánynövények, almástermésűek és csonthéjasok, héjasok és bogyósgyümölcsűek, a cukorrépa termesztéséről szóló kollektív munkáknak s az ugyancsak közös Növényvédelmi kézikönyv c. kiadványnak (1960). Hallgatói számára rovartani jegyzetet írt több kiadásban.

## Kötetei
- A burgonya gyakoribb betegsége és kártevői (1952, 1955);
- A textilnövények ismertebb betegségei és kártevői (1952);
- A napraforgó betegségei és kártevői (1955, 1959);
- A zöldségfélék betegségei és állati kártevői (1955);
- A kukorica betegségei és kártevői (1956);
- A répa betegségei és kártevői (1956);
- A burgonyarák (1956);
- A gabonafutrinka (1956);
- Az amerikai fehér szövőlepke (1957).